# Tredekadski brojevni sustav
Tredekadski brojevni sustav (ili tredecimalni, triskaidecimalni) je pozicijski brojevni sustav s brojevnom bazom 13. Za predstavljanje brojeva rabi se 13 znamenaka: 0, 1, 2, 3, 4, 5, 6, 7, 8, 9, A, B, C.
Vrijednosti znamenaka su:
| Tredekadski: | 0 | 1 | 2 | 3 | 4 | 5 | 6 | 7 | 8 | 9 | A  | B  | C  |
| Dekadski:    | 0 | 1 | 2 | 3 | 4 | 5 | 6 | 7 | 8 | 9 | 10 | 11 | 12 |

## Pretvorba sustava
Pretvorba u nama bliži dekadski sustav vrši se kao i za ostale brojevne sustave. Tredekadski sustav se može predstaviti kao i ostali pozicijski sustavi općim oblikom:
```
a
n+2
a
n+1
a
n
a
0
 = a
n+2
 × b
n+2
 + a
n+1
 × b
n+1
 + a
n
 × b
n
 + a
0
 × b
0
```

gdje je a znamenka, b baza sustava, a n je pozicija, odnosno za bazu 13:
```
a
3
a
2
a
1
a
0
 = a
3
 × 13
3
 + a
2
 × 13
2
 + a
1
 × 13
1
 + a
0
 × 13
0
```

na primjer:
```
A2B5
13
 = 10 × 13
3
 + 2 × 13
2
 + 11 × 13
1
 + 5 × 13
0
 = 
22456
10
```

Obratni postupak, iz dekadskog u tredekadski brojevni sustav je dijeljenje bazom, pri čemu se zapisuje ostatak dijeljenja, počev od najniže pozicije ulijevo (prvi ostatak je zadnja desna znamenka):
```
22456
 : 13 = 1727; 
 
5 = 
5

 
1727 : 13 = 
 
132; 11 = 
B

 
 
132 : 13 = 
 
 
10; 
 
2 = 
2

 
 
 
10 : 13 = 
 
 
 
0; 10 = 
A

 
 
 = 
A2B5
13
```

## Uporaba
Tredekadski brojevni sustav nema praktičnu vrijednost. Postao je poznat zahvaljujući knjizi Vodič kroz galaksiju za autostopere Douglasa Adamsa. U drugom dijelu knjige ("Restoran na kraju svemira"), kao odgovor na pitanje "Što dobiješ kad pomnožiš 6 s 9" naveden je odgovor "Šest puta devet. Četrdeset dva.". Četrdeset dva je smisao svemira prema računalu "Duboka misao" iz iste knjige. Adams nije imao na umu ovu jednadžbu, tek su naknadno čitatelji ustvrdili da je jednadžba ispravna za tredekadski brojevni sustav: 613 × 913 = 4213.

## Vanjske poveznice
- On-line pretvorba brojevnih sustava s bilo kojom bazom, planetcalc.com (pristupljeno 30.11.2013.) (en.)